# Droga R255 (Rosja)
Droga federalna R255 «Sybir» (ros. Федера́льная автомоби́льная доро́га Р255 «Сибирь») – droga znaczenia federalnego w Rosji. Ma 1831 km długości. Prowadzi od Nowosybirska do Irkucka. Jest wraz z kilkoma innymi drogami połączeniem transkontynentalnym z Moskwy do Władywostoku. 
Przed reformą sieci drogowej z 2010 roku droga miała numer M23. Numer ten był używany w latach 2010–2017 alternatywnie do obecnego.

## Przebieg trasy
- Obwód nowosybirski
  - 0 km - Nowosybirsk
  - 130 km - Bołotnoje
- Obwód kemerowski
  - 246 km - Topki
  - 274 km - Kemerowo
  - Kraj Krasnojarski
  - 571 km - Bogotoł
  - 633 km - Aczyńsk
  - 796 km - Krasnojarsk
  - 912 km - Ujar
  - 992 km - Kańsk
  - 1020 km - Iłanskij
  - Obwód irkucki
  - 1160 km - Tajszet
  - 1317 km - Niżnieudinsk
  - 1573 km - Zima
  - 1690 km - Czeremchowo
  - 1756 km - Usolje-Sibirskoje
  - 1785 km - Angarsk
  - 1831 km - Irkuck